# Back Against the Wall (UFO)
Back Against the Wall è un singolo del gruppo musicale inglese UFO, pubblicato nel 2006.

## Tracce[3]
1. Back Against the Wall
2. Only One For Me